# Saint-Sernin-lès-Lavaur
Saint-Sernin-lès-Lavaur ist eine französische Gemeinde mit 166 Einwohnern (Stand: 1. Januar 2022) im Département Tarn in der Region Okzitanien. Sie gehört zum Kanton Le Pastel im Arrondissement Castres. Die Bewohner nennen sich Saint-Serninois.

## Lage
Der Ort liegt rund 23 Kilometer südwestlich von Castres und grenzt im Norden an Puylaurens und im Süden an Péchaudier. Das Siedlungsgebiet liegt auf etwa 210 Höhenmetern.

## Bevölkerungsentwicklung
| Jahr      | 1962 | 1968 | 1975 | 1982 | 1990 | 1999 | 2008 | 2015 |
| --------- | ---- | ---- | ---- | ---- | ---- | ---- | ---- | ---- |
| Einwohner | 110  | 82   | 94   | 74   | 79   | 96   | 125  | 164  |